# Кулебаки
Кулебаки (рус. Кулебаки) град је у Русији у Нижњеновгородској области. Према попису становништва из 2010. у граду је живело 35759 становника.

## Становништво
| 1939.  | 1959.  | 1970.  | 1979.  | 1989.  | 2002.  | 2010.  |
| ------ | ------ | ------ | ------ | ------ | ------ | ------ |
| 32.837 | 44.720 | 46.252 | 48.135 | 45.727 | 39.072 | 35.759 |